# J. Smith-Cameron
Jean Isabel Smith (Louisville, 7 de setembro de 1957), creditada profissionalmente como J. Smith-Cameron, é uma atriz estadunidense. Ganhou proeminência em trabalhos nas séries de televisão Rectify (2013–2016) e Succession (2018–2023), a última das quais lhe rendeu duas indicações ao Primetime Emmy Award.
Dedicou a maior parte de sua carreira no teatro, fazendo sua estreia na Broadway em 1982, na peça de Beth Henley, Crimes of the Heart. Recebeu um Prêmio Tony de de melhor atriz pela peça de Timberlake Wertenbaker, Our Country's Good. Também foi indicada ao Drama Desk Award de melhor atriz teatral pela peça Juno and aycock, de Seán O'Casey.
Por seu papel no filme Nancy, ela foi indicada ao Independent Spirit Award de Melhor atriz coadjuvante. Seus outros filmes notáveis incluem 84 Charing Cross Road, Poderosa Afrodite, Sabrina, In & Out, You Can Count on Me e Margaret. Na televisão, apareceu em séries como True Blood, Divorce, Search Party e Fleishman Is in Trouble.

## Biografia

### Primeiros anos e formação acadêmica
Cameron nasceu em Louisville, no interior do estado do Kentucky, numa família composta por arquitetos. Foi criada na Greenville, na Carolina do Sul.
Matriculou-se na Escola de Teatro da Universidade Estadual da Flórida, onde conheceu o diretor de cinema Victor Nuñez, que a escalou para o papel principal de seu filme Gal Young 'Un em 1979. Também estudou atuação no HB Studio na cidade de Nova Iorque.
Começou a ser creditada como "J. Smith" durante a faculdade por medo de que seu primeiro nome, Jeannie, fosse muito infantil. Ela acrescentou um nome de família, Cameron, quando o sindicato, Actors' Equity Association, lhe informou que já existia um J. Smith, e havia uma regra que determinava que dois atores não poderiam ter o mesmo nome profissional.

### Carreira
Realizou sua estreia na Broadway em agosto de 1982, na peça Crimes do Coração de Beth Haley, ao substituir a atriz Mia Dillon. Em 1989, participou do elenco original da peça Lend Me a Tenor, como Maggie. O elenco da peça venceu o Outer Critics Circle Award, na categoria de elenco em peça. Integrou o elenco de Our Country's Good em 1991, onde foi indicada para o prêmio Tony Award na categoria de melhor atriz em teatro. Ainda na Broadway, participou de Night Must Fall (1999), Tartufo (2002), e After the Night and the Music (2005).
No circuito Off-Broadway, apresentou-se em casas de renome como o The Public Theater, Second Stage Theater e Playwrights Horizons. Nesse circuito, recebeu indicação ao Drama Desk Award por seu trabalho na peça The Naked Truth.
Entre novembro de 1999 e abril de 2000, interpretou Clare em Fuddy Meers no New York City Center pelo qual foi indicada ao Outer Critics Circle Award como melhor atriz em peça. A década de 2000, foi de muito trabalho nos teatros, participando de peças como Juno and the Paycock, Sarah, Sarah e The Starry Messenger.
Mais tarde, Smith-Cameron fez a transição para mais papéis no cinema e na televisão para se concentrar em sua família. Na TV, interpretou sete personagens diferentes em todos os três principais programas da franquia Law & Order.  Na série Rectify,viveu Janet Talbot, a mãe de um prisioneiro no corredor da morte por quatro temporadas. Em 2018, passou a interpretar seu personagem de maior sucesso, a advogada Gerri Kellman, um papel originalmente escrito para um homem, na série da HBO, Succession.

## Vida pessoal
Desde 2000, é casada com o cineasta e roteirista Kenneth Lonergan. O casal tem uma filha, Nellie.

## Filmografia

### Teatro
| Ano  | Título                                                 | Personagem                          | Local        | Teatro                       |
| ---- | ------------------------------------------------------ | ----------------------------------- | ------------ | ---------------------------- |
| 1982 | Crimes do Coração                                      | Babe Botrelle (substituição)        | Broadway     | Teatro John Golden           |
| 1983 | The Knack                                              | Nancy                               | Off-Broadway | Teatro 23rd Street           |
| 1985 | The Voice of the Turtle                                | Sally Middleton                     | Off-Broadway | Teatro Union Square          |
| 1985 | Alice and Fred                                         | Alice Mitchell                      | Off-Broadway | Teatro Cherry Lane           |
| 1986 | Women of Manhattan                                     | Rhonda                              | Off-Broadway | New York City Center         |
| 1986 | Wild Honey                                             | Marya Yerfimovna Grekova            | Broadway     | Teatro Virginia              |
| 1989 | Lend Me a Tenor                                        | Maggie                              | Broadway     | Teatro Royale                |
| 1989 | Our Country's Good                                     | 2nd Lt. William Faddy, Dabby Bryant | Broadway     | Teatro Nederlander           |
| 1990 | Mi Vida Loca                                           | Diana                               | Off-Broadway | New York City Center         |
| 1992 | Little Egypt                                           | Bernadette Waltz                    | Off-Broadway | Playwrights Horizons         |
| 1992 | The Real Inspector Hound and The Fifteen Minute Hamlet | Ofélia                              | Broadway     | Criterion Center Stage Right |
| 1992 | On The Bum, Or The Next Train Through                  | Norma                               | Off-Broadway | Playwrights Horizons         |
| 1993 | Traps                                                  | Christie                            | Off-Broadway | Teatro New York Workshop     |
| 1993 | Owners                                                 | Marion                              | Off-Broadway | Teatro New York Workshop     |
| 1993 | Desdemona: A Play About a Handkerchief                 | Desdemona                           | Off-Broadway | Teatro Circle Repertory      |
| 1994 | The Naked Truth                                        | Sissy Bermiss Darnley               | Off-Broadway | Teatro WPA                   |
| 1995 | Don Juan in Chicago                                    | Dona Elvira                         | Off-Broadway | Primary Stages               |
| 1995 | lay's the Thing                                        | Ilona Szabo                         | Broadway     | Criterion Center Stage Right |
| 1996 | Blue Window                                            | Libby                               | Off-Broadway | New York City Center         |
| 1997 | As Bees In Honey Drown                                 | Alexa Vere de Vere                  | Off-Broadway | Teatro Lucille Lortel        |
| 1999 | The Memory of Water                                    | Mary                                | Off-Broadway | New York City Center         |
| 1999 | Night Must Fall                                        | Olivia Grayne                       | Broadway     | Teatro Lyceum                |
| 1999 | Tartuffe                                               | Elmire                              | Off-Broadway | Teatro Delacorte             |
| 1999 | Fuddy Meers                                            | Claire                              | Off-Broadway | New York City Center         |
| 2001 | Music from a Sparkling Planet                          | Tamara Tomorrow                     | Off-Broadway | Teatro Greenwich House       |
| 2003 | Tartuffe                                               | Dorine                              | Broadway     | Teatro American Airlines     |
| 2004 | Sarah, Sarah                                           | Sarah Grosberg, Jeannie Grosberg    | Off-Broadway | New York City Center         |
| 2004 | The God of Hell                                        | Emma                                | Off-Broadway | Actors Studio                |
| 2005 | After the Night and the Music                          | Gloria, Kathleen, Mitzi Grade       | Broadway     | Teatro Biltmore              |
| 2006 | Pen                                                    | Helen                               | Off-Broadway | Playwrights Horizons         |
| 2008 | Good Boys and True                                     | Elizabeth                           | Off-Broadway | Second Stage Theatre         |
| 2009 | The Starry Messenger                                   | Anne Williams                       | Off-Broadway | Teatro Three                 |
| 2010 | That Hopey Changey Thing                               | Jane Apple Halls                    | Off-Broadway | Teatro Anspacher             |
| 2011 | Sweet and Sad                                          | Jane Apple Halls                    | Off-Broadway | Teatro Anspacher             |
| 2012 | The Maids                                              | Madame                              | Off-Broadway | Teatro St. Clement's         |
| 2012 | Sorry                                                  | Jane Apple Halls                    | Off-Broadway | Teatro Anspacher             |
| 2013 | Juno and aycock                                        | Juno Boyle                          | Off-Broadway | Teatro Irish Repertory       |
| 2015 | Dear Elizabeth                                         | Elizabeth (substituição)            | Off-Broadway | Teatro McGinn/Cazale         |
| 2018 | Peace for Mary Frances                                 | Alice                               | Off-Broadway | Teatro Alice Griffin         |

### Cinema
| Ano  | Filme                    | Personagem        |
| ---- | ------------------------ | ----------------- |
| 1979 | Gal Young Un             | Elly              |
| 1987 | 84 Charing Cross Road    | Ginny             |
| 1992 | That Night               | Carol Bloom       |
| 1994 | She Led Two Lives        | Angela Anderson   |
| 1995 | Jeffrey                  | Sharon            |
| 1995 | Poderosa Afrodite        | Esposa de Bud     |
| 1995 | A Modern Affair          | Diane             |
| 1995 | Let It Be Me             | Clarice           |
| 1995 | Sabrina                  | Carol             |
| 1996 | Harriet the Spy          | Sra. Welsch       |
| 1996 | The First Wives Club     | Miss Sullivan     |
| 1996 | Proprietor               | New York - Texans |
| 1997 | Arresting Gena           | Caroline Lee      |
| 1997 | In & Out                 | Trina Paxton      |
| 1999 | The Rage: Carrie 2       | Barbara Lang      |
| 2000 | You Can Count on Me      | Mabel             |
| 2005 | Bittersweet Place        | Violet            |
| 2006 | A Very Serious Person    | Carol             |
| 2011 | Margaret                 | Joan Cohen        |
| 2012 | Man on a Ledge           | Psiquiatra        |
| 2014 | Like Sunday, Like Rain   | Mary              |
| 2016 | Christine                | Peg Chubbuck      |
| 2016 | No Pay, Nudity           | Debra             |
| 2018 | Nancy                    | Ellen Lynch       |
| 2022 | Vengeance                | Sharon            |
| 2022 | The Year Between         | Miller            |
| TBA  | Turtles All the Way Down | Professora Abott  |

### Televisão
| Ano                    | Título                            | Personagem      | Notas                                         |
| ---------------------- | --------------------------------- | --------------- | --------------------------------------------- |
| 1984–1985              | Guiding Light                     | Nancy Ferris    | Episódios desconhecidos                       |
| 1985, 1988, 1989       | The Equalizer                     | Vários          | 3 episódios                                   |
| 1990                   | H.E.L.P.                          | Mrs. Perry      | Episódio: "Fire Down Below"                   |
| 1990–1991              | The Days and Nights of Molly Dodd | Ramona Luchesse | 12 episódios                                  |
| 1996                   | Homicide: Life on the Street      | Avis Griffin    | Episódio: "Sniper: Part 2"                    |
| 1996                   | Spin City                         | Lisa            | Episódio: "The Competition"                   |
| 1992, 1998, 2003, 2009 | Law & Order                       | Vários          | 4 episódios                                   |
| 1998                   | American Experience               | Mrs. Howard     | Episódio: "A Midwife's Tale"                  |
| 2001, 2007             | Law & Order: Criminal Intent      | Various         | 2 episódios                                   |
| 2003                   | K Street                          | Tommy's Wife    | 3 episódios                                   |
| 2007                   | Six Degrees                       | Maggie Newton   | 2 episódios                                   |
| 2008                   | Canterbury's Law                  | Elissa Shapiro  | Episódio: "Sweet Sixteen"                     |
| 2010                   | The Big C                         | Vivian          | Episódio: "Playing the Cancer Card"           |
| 2010–2011              | True Blood                        | Melinda Mickens | 9 episódios                                   |
| 2011                   | Law & Order: Special Victims Unit | Diane Eskas     | Episódio: "Educated Guess"                    |
| 2013–2016              | Rectify                           | Janet Talbot    | 30 episódios                                  |
| 2014                   | Madam Secretary                   | Alice Millevoi  | Episódio: "Collateral Damage"                 |
| 2015                   | The Good Wife                     | Samara Steel    | Episódio: "Restraint"                         |
| 2016–2018              | Divorce                           | Elaine Campbell | 3 episódios                                   |
| 2017–2020              | Search Party                      | Mary Ferguson   | 7 episódios                                   |
| 2018                   | Mozart in the Jungle              | Amy Rutledge    | Episódio: "If I Was an Elf, I Would Tell You" |
| 2018–2023              | Succession                        | Gerri Kellman   | 38 episódios                                  |
| 2022                   | Fleishman Is in Trouble           | Barbara Hiller  | Episódio: "God, What an Idiot He Was!"        |
| 2023                   | Waco: The Aftermath               | Lois Roden      | 4 episódios                                   |

## Prêmios e indicações
| Ano  | Associação                    | Categoria                                                                       | Trabalho               | Resultado | Ref.   |
| ---- | ----------------------------- | ------------------------------------------------------------------------------- | ---------------------- | --------- | ------ |
| 1991 | Tony Award                    | Melhor atriz em teatro                                                          | Our Country's Good     | Indicada  | [ 30 ] |
| 1995 | Drama Desk Award              | Melhor atriz em uma peça                                                        | The Naked Truth        | Indicada  | [ 18 ] |
| 1998 | Drama Desk Award              | Melhor atriz em uma peça                                                        | As Bees In Honey Drown | Indicada  | [ 31 ] |
| 1998 | Obie Award                    | Desempenho distinto de uma atriz em peça                                        | As Bees In Honey Drown | Venceu    | [ 32 ] |
| 1998 | Outer Critics Circle Award    | Melhor atriz em uma peça                                                        | As Bees In Honey Drown | Indicada  | [ 33 ] |
| 2000 | Outer Critics Circle Award    | Melhor atriz em uma peça                                                        | Fuddy Meers            | Indicada  | [ 19 ] |
| 2004 | Drama Desk Award              | Melhor atriz em uma peça                                                        | Sarah, Sarah           | Indicada  | [ 34 ] |
| 2012 | Drama Desk Award              | Conjunto                                                                        | Sweet and Sad          | Venceu    | [ 35 ] |
| 2012 | Obie Award                    | Performance Distinta de um Conjunto                                             | Sweet and Sad          | Venceu    | [ 36 ] |
| 2014 | Drama Desk Award              | Melhor atriz em uma peça                                                        | Juno and the Paycock   | Indicada  | [ 37 ] |
| 2019 | Independent Spirit Awards     | Independent Spirit de melhor atriz coadjuvante                                  | Nancy                  | Indicada  | [ 38 ] |
| 2022 | Primetime Emmy Award          | Emmy do Primetime de melhor atriz coadjuvante em série dramática                | Succession             | Indicada  | [ 39 ] |
| 2022 | Screen Actors Guild Award     | Prêmio Screen Actors Guild para melhor elenco em série de drama                 | Succession             | Venceu    | [ 40 ] |
| 2022 | Critics Choice Award          | Critics' Choice Television Award de Melhor Atriz Coadjuvante em Série Dramática | Succession             | Indicada  | [ 41 ] |
| 2022 | Hollywood Critics Association | Melhor Atriz Coadjuvante em Série Dramática                                     | Succession             | Indicada  | [ 42 ] |
| 2023 | Primetime Emmy Award          | Emmy do Primetime de melhor atriz coadjuvante em série dramática                | Succession             | Indicada  | [ 43 ] |
| 2024 | Prêmios Globo de Ouro         | Globo de Ouro de melhor atriz coadjuvante em televisão                          | Succession             | Indicada  | [ 44 ] |
| 2024 | Screen Actors Guild Award     | Prêmio Screen Actors Guild para melhor elenco em série de drama                 | Succession             | Pendente  |        |